# Tharanga Vinodani
Tharanga Vinodani (singhalesisch තරංගා විනෝදනී; * 15. März 1984) ist eine sri-lankische Leichtathletin, die sich auf den Hochsprung spezialisiert hat.

## Sportliche Laufbahn
Erste internationale Erfahrungen sammelte Tharanga Vinodani im Jahr 2002, als sie bei den Asienmeisterschaften in Colombo mit übersprungenen 1,60 m den elften Platz belegte. 2006 nahm sie erstmals an den Südasienspielen in Colombo teil und gewann dort mit 1,68 m die Silbermedaille hinter ihrer Landsfrau Dulanjalee Ranasinghe. Zehn Jahre später gewann sie dann bei den Südasienspielen in Guwahati mit einer Höhe von 1,75 m ebenfalls die Silbermedaille, diesmal hinter der Inderin Sahana Kumari. 2017 bestritt sie in Taipeh ihren letzten Wettkampf und beendete daraufhin im Alter von 33 Jahren ihre Karriere als Leichtathletin.